# Крон, Баррил Бернард
Баррил Бернард Крон (англ. Burrill Bernard Crohn, 13 июня 1884 — 29 июля 1983) — американский гастроэнтеролог, описавший заболевание кишечника, которое было названо его именем (болезнь Крона). 
Награждён медалью Фрайденвальда Американской гастроэнтерологической ассоциации (1953).
Родился в многодетной семье еврейских иммигрантов из Пруссии (Шамоцин) и Польши (Августов) — Теодора Крона (1848—1934) и Леи Баум (1858—1923), был одним из двенадцати детей.